# Sedef Çakmak

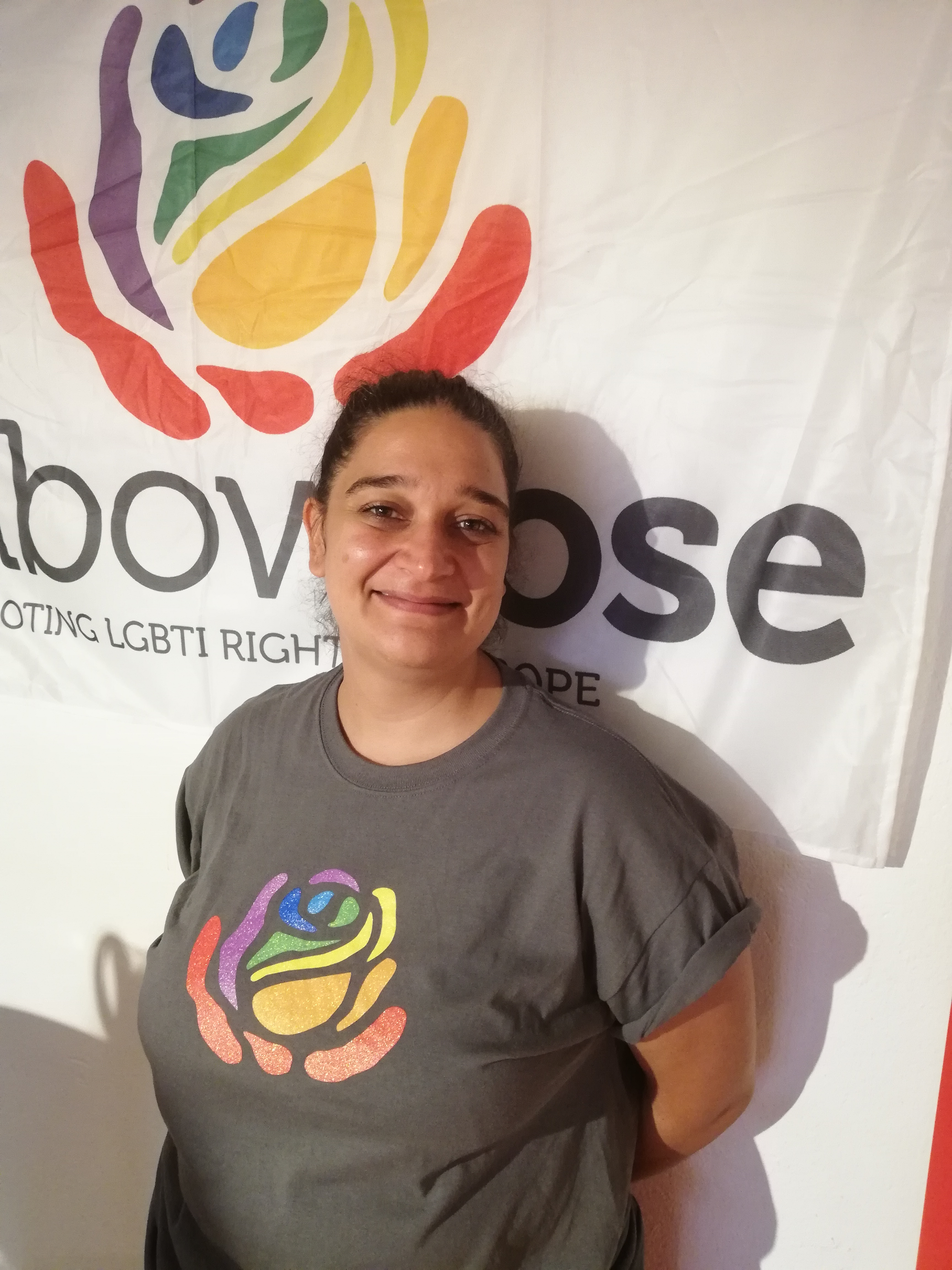
Sedef Çakmak auf der Europride in Stockholm 2018

Sedef Çakmak (geb. 9. Juni 1982) ist eine türkische Politikerin und LGBT-Aktivistin. Sie war die erste offen Homosexuelle, die in ein politisches Amt in der Türkei gewählt wurde.

## Leben
Çakmak wuchs in Ankara auf. Sie studierte Soziologie an der Galatasaray-Universität Istanbul und schloss ihr Studium mit einem Bachelor ab.
Seit den 2000ern ist sie in der türkischen LGBT-Bewegung aktiv. 2004 hat sie im Rahmen einer Hausarbeit für die Universität mit der LGBT-Organisation Lambda Istanbul Kontakt aufgenommen. Dadurch, dass sie Kontakt mit anderen LGBT-Personen hatte, wurde sie sich ihrer eigenen lesbischen Identität stärker bewusst. Daraufhin wurde sie in Lambda Istanbul aktiv und war ein wichtiges Mitglied in den Bereichen internationale Beziehungen und Forschung innerhalb der Organisation. 2011 begründete sie die Organisation SPoD LGBTI mit und war deren Vorsitzende bis 2013.
Bei den Istanbuler Kommunalwahlen 2014 trat sie für die CHP im Stadtbezirk Beşiktaş an und machte dabei ihre lesbische sexuelle Orientierung öffentlich. Sie erhielt ein Mandat, das sie am 2. März 2015 antrat. Bereits zuvor war sie für den Bezirksvorsteher als Beraterin in LGBT-Fragen tätig.
Im Oktober 2017 wurde sie zur Vorsitzenden von Rainbow Rose gewählt, einem Netzwerk von LGBT-Plattformen innerhalb der Sozialdemokratischen Partei Europas.